# أندريه باش
أندريه باش (بالفرنسية: André Bach)‏ هو عسكري ومؤرخ فرنسي، ولد في 5 ديسمبر 1943 في بيربينيا في فرنسا، وتوفي في 19 مايو 2017.